# 阿部知代
阿部 知代（あべ ちよ、1963年7月23日 - ）は、フジテレビの元アナウンサーで報道局社員。俳人。身長168cm。

## 来歴・人物
群馬県桐生市出身。群馬県立桐生女子高等学校、上智大学文学部新聞学科卒業。
1986年、フジテレビにアナウンサーとして入社。入社1年目の秋改編にて『FNNニュース工場一本勝負!』に起用され、山川千秋とともにキャスターを務めた。
入社2年目から23年間『テレビ美術館』『artLover』と美術番組を担当していたため、自他共に認める日本一現代美術を愛する、かつ詳しい女性アナウンサーである。アーティストからの信頼も厚い（現代美術家である大竹伸朗も阿部のインタビューは喜んで受けるという）。
1991年から1992年までFNNパリ支局に勤務しており、フランス語・英語も話せる。
1993年 - 2006年という長期間、断続的ではあるが週末のニュースを担当した。2005年にアナウンス室デスク、2007年よりアナウンス室デスク担当部長に昇格。
2012年8月からFCIニューヨーク本社に出向となった。
2015年夏の人事異動で報道局マルチデバイスニュースセンターシニアコメンテーターへ異動。報道局報道センターマルチメディアニュース制作部でデスク兼キャスターを務めた。
2021年にメンタル不調で2か月の間、休職していたことを明かしている。
2023年7月末日でフジテレビの正社員を定年退職した後、8月以降は嘱託社員として引き続き報道局で勤務している。
シャンパン、ワイン、日本酒が好きでワインコーディネーターと唎酒師の資格を保持。
子どもの頃から古典芸能に親しみ、ニューヨークの平成中村座をはじめ歌舞伎、文楽、落語などに着物で出かけることが知られている。落語家・立川談春の大ファンで地方公演にも出かける「追っかけ」である。
俳人としては、榎本了壱、萩原朔美、白石冬美、サエキけんぞう、坂東彌十郎、伊藤キム等が同人の「かいぶつ句会」、西東三鬼を師系とする「面」に所属し、俳句コンテストでの入賞、また歳時記、俳句誌などに句が掲載されている。

## エピソード
- 元々、他局に比して女性アナウンサーの立場が不利であったフジテレビだが、特に報道では1978年に阿部の11期先輩[8]の田丸美寿々[9]が初めてニュース番組の司会に抜擢されたものの、1980年代になっても女性アナウンサーが一人でニュースを読む事はなく、『FNNレインボー発』等のフジテレビの定時ニュースは長年にわたり男性アナウンサー限定の仕事であった。現在のように女性も担当するようになったのは、1990年代初頭に阿部が報道上層部に直訴したことによる。そのとき女子アナとして初めて1ショットのニュース（週末の『産経テレニュースFNN』）にキャスティングされ、これが功を奏して、翌1994年には安藤優子がメインの『ニュースJAPAN』もスタートした。
- 趣味はカメラ撮影でクイズ番組『なるほど!ザ・ワールド』リポーター時代、常に斜めがけしていた黒いバッグにはカメラが入っていた。腕前はプロ級で、暗室でのプリントもする。雑誌に写真エッセイを連載したり、『テレビ美術館』取材時に撮影したアーティストのポートレイトが展覧会カタログに採用されたりしたこともある。朗読舞台『ラヴシーン』のパンフレットのスナップ写真と公式サイト画像も阿部の撮影で、愛機はライカ（ラヴシーンパンフレットより）。
- 大学在学中、4年生の時にアルバイトでNHK総合の科学情報番組『ウルトラアイ』のアシスタントを1985年4月から務めていた[2]。
- グループ展『さよなら ポラロイド』に写真を出品、この展覧会は朝日新聞（2008年10月24日東京版）で大きく紹介され、阿部の写真が掲載された。
- 『森田一義アワー 笑っていいとも!』のコーナー・「テレフォンショッキング」の初代テレフォンアナウンサーの一人。1987年10月～1991年9月まで火曜日→月曜日を毎週務めた。その後、2010年10月6日（水曜日）に約19年ぶりに単発扱いで担当した。2011年4月6日（水曜日）からの半年間、再び水曜テレフォンアナを務め、2012年4月現在、第2期を担当する唯一のアナウンサーであった。
- テレビドラマ『古畑任三郎』の「忙しすぎた男」にカメオ出演している。
- CSの日本映画専門チャンネルで『メモリーズ』（旧『私が好きな日本映画』）の司会を担当。これがきっかけで昭和30 - 40年代の映画に詳しくなった[要出典]。
- 河東節三味線人間国宝・山彦千子に師事し、「山彦ちよ」名で歌舞伎座や新橋演舞場の『助六由縁江戸桜』に河東節十寸見会連中の一員として出演している。
- 東京プライド・パレードに毎年参加するなどリベラルな思想で知られている。岸田文雄首相の秘書官が同性愛者に関する発言で辞任した際には、自分を更迭しろ、と岸田に辞任を迫った。[10]

## 過去の担当番組

### レギュラー出演
報道番組
- ホウドウキョク24
  - ニュースのキモ! Afternoon（日曜日担当）
  - ホウドウキョク×FLAG9（金曜パートナー、2016年10月7日 - 2017年3月31日）
  - FLAG7（金曜パートナー、2017年4月7日 - 6月30日）
  - Live Picks（木曜日アシスタント、2017年7月6日 - 12月21日）

| 期間           | 期間          | 番組名                                           | 役職                             | 担当日               | 備考                                      |
| -------------- | ------------- | ------------------------------------------------ | -------------------------------- | -------------------- | ----------------------------------------- |
| 1986年10月1日  | 1987年3月31日 | FNNニュース工場一本勝負!                         | キャスター                       | 平日                 |                                           |
| 1991年10月1日  | 1992年9月30日 | FNN World Uplink                                 | パリレポーター                   | （交替制）           |                                           |
| 1993年4月3日   | 1997年9月28日 | 産経テレニュースFNN                              | キャスター                       | 休日(朝)、日曜日(昼) |                                           |
| 1997年10月5日  | 2000年9月24日 | 産経テレニュースFNN                              | キャスター                       | 日曜日(朝、昼)       |                                           |
| 1993年4月3日   | 1996年3月30日 | FNNスピーク                                      | キャスター                       | 土曜日               | 平日のリリーフを務める                    |
| 1998年3月30日  | 1999年3月31日 | FNNニュース3:50                                  | キャスター                       | 月～水曜日           |                                           |
| 2002年10月11日 | 2004年3月26日 | 午後のワイドショー番組                           | 『NEWSレインボー発』キャスター   | 金曜日               | 番組名の詳細は各番組のページを参照        |
| 2004年4月1日   | 2005年9月30日 | 午後のワイドショー番組                           | 『NEWSレインボー発』キャスター   | （交替制）           | 番組名の詳細は各番組のページを参照        |
| 2005年4月2日   | 2006年9月30日 | ニュース&すぽると!                               | 『FNNニュース』キャスター        | 土曜日               |                                           |
| 2005年7月3日   | 2006年9月24日 | FNNニュース                                      | キャスター                       | 日曜日(深夜)         |                                           |
| 2005年10月6日  | 2010年3月25日 | レインボー発                                     | キャスター                       | 木曜日               |                                           |
| 2011年10月3日  | 2012年3月25日 | レインボー発                                     | キャスター                       | 月曜日               |                                           |
| 2007年10月5日  | 2008年9月26日 | ハピふる!                                        | プレゼンター                     | 金曜日               |                                           |
| 2010年4月2日   | 2010年10月1日 | BSフジLIVE プライムニュース(BSフジ)ニュースJAPAN | グローバルキャスターナレーション | 金曜日               |                                           |
| 2010年10月7日  | 2012年3月29日 | BSフジLIVE プライムニュース(BSフジ)ニュースJAPAN | グローバルキャスターナレーション | 木曜日               |                                           |
| 2012年4月2日   | 2012年6月25日 | BSフジLIVE プライムニュース(BSフジ)ニュースJAPAN | グローバルキャスターナレーション | 月曜日               |                                           |
| 2010年4月2日   | 2010年10月1日 | FNNレインボー発・あすの天気                      | キャスター                       | 金曜日               |                                           |
| 2010年10月7日  | 2011年9月29日 | FNNレインボー発・あすの天気                      | キャスター                       | 木曜日               |                                           |
| 2012年4月1日   | 2012年6月24日 | FNNレインボー発・あすの天気                      | シフト勤務キャスター             | 隔週日曜日           |                                           |
| 2012年8月22日  | 2014年3月28日 | めざにゅ〜                                       | ニューヨークキャスター           | （交替制）           | 『めざましテレビ アクア』の開始に伴い終了 |
| 2012年8月22日  | 2015年3月27日 | めざましテレビ                                   | ニューヨークキャスター           | （交替制）           |                                           |
| 2012年8月25日  | 2015年3月28日 | めざましどようび                                 | ニューヨークキャスター           | （交替制）           |                                           |

バラエティ・教養番組
- なるほど!ザ・ワールド（リポーター）
- 森田一義アワー 笑っていいとも!（1987年10月 - 1991年9月、火曜日→月曜日テレフォンアナウンサー、2011年4月 - 9月、水曜日テレフォンアナウンサー ）
- artLover（日曜夕方の美術番組）（以前はめざにゅ〜に内包されていた番組。めざにゅ〜が4時29分から始まる日は除く）
  - テレビ美術館（1987年4月 - 1991年9月、1992年10月 - 2005年3月。「artLover」の前身にあたる美術番組）
- カワズ君の検索生活（司会）
- ハンサムキッチン（CSフジテレビTWO／2010年 - 2012年）
- メモリーズ（CS日本映画専門チャンネル）
- まる生プレゼンツ 夜のチヨパン!（CSフジテレビONE／月1回）
- ちよ散歩（CSフジテレビワンツーネクスト）

ナレーション
- あつあつイタリアーナ（ナレーション）
- バニラ気分!・まごまご嵐（ナレーション）
- スワローズキッズアカデミー（ナレーション）

### 不定期出演など
- あっぱれさんま大先生（1995年6月22日「あっぱれニュースデスク」内にゲスト出演）
- FNNニュース ザ・ヒューマン（1997年9月20日・21日、木幡美子の夏休みのための代理キャスター）
- ザ・ベストハウス123（本上まなみの出産のための代理司会）
- 熱血!平成教育学院（2007年2月25日「女子アナスペシャル」）
- とんねるずのみなさんのおかげでした（不定期）
- アナ★バン!（不定期）
- BSフジNEWS（新型コロナウイルス感染症による緊急事態宣言発令時）
- ぽかぽか（2023年8月31日。神田愛花の夏休みのための代理MC）

## 舞台
- フジテレビアナウンサーの朗読舞台ラヴシーンに唯一vol.1から全公演出演

## 映画
- 岩井俊二監督の『リリイ・シュシュのすべて』に主人公の母親役で出演。この役は山口智子が名乗りを上げるも、監督が阿部を指名した[11]。
- 2006年12月23日公開の『大奥』にフジテレビ代表として出演した（ほかに千野志麻（OGとして）、平井理央、遠藤玲子が出演）。

## 同期
- 岩瀬惠子（現：フリーアナウンサー）
- 横井克裕（現：総務局法務室統括担当部長。防衛省陸上自衛隊オピニオンリーダー）